# 弘慶
愉恭郡王弘慶（1724年9月4日—1769年3月30日），愉恪郡王允禑第三子，生母員外郎博色之女允禑側室瓜爾佳氏，愉郡王系第二代。
他在雍正二年（1724年）七月出生，雍正九年（1731年）六月接替父親成為愉郡王第二代。
乾隆三十四年（1769年）二月他去世，虛齡四十二岁，由長子永珔襲封愉郡王系第三代，不過需遞降為貝勒襲封。

## 家庭

### 妻妾
- 嫡福晋：葉赫那拉氏（父正黄旗滿洲、侍郎納蘭氏永綬，祖父揆芳，伯祖父康熙十五年（1676年）丙辰科进士、著名词人纳兰性德，曾祖納蘭明珠）。
- 側福晋：王氏，六品管領六格之女。
- 庶福晋：王氏，三等侍衛篇圖之女。

### 兒子
- 長子：貝勒永珔（乾隆三十一年四月二十五日申時生，母嫡福晉納喇氏侍郎永綬之女）。 嫡妻伊爾根覺羅氏（父鑲藍旗滿洲、內閣學士豐年，胞叔乾隆丙辰科進士文勤公鶴年，祖父康熙壬辰科進士春山；嫡堂兄頭等侍衛、兩廣總督壯敏公桂林）。
- 次子：奉恩將軍永勒（乾隆三十一年九月初八日卯時生，庶母福晉王氏三等侍衛篇圖之女）。

### 女兒
- 長女：嫡福晉納喇氏侍郎永綬之女所出，乾隆十一年二月被指婚給鑲黃旗滿洲、多羅額駙、侍衛、正白旗滿洲副都統富察氏福靈安（胞兄一等誠靖侯福長安，父一等忠勇公傅恆，祖父一等承恩公李榮保；姑母富察氏封乾隆帝之孝賢純皇后），乾隆二十六年三月成婚。
- 次女縣主：嫁舒穆祿氏額爾登布，女婿為盛京將軍宗室晉昌。
- 第三女縣主：乾隆十年六月二十二日戌時，嫡福晉納喇氏侍郎永綬之女所出，乾隆二十三年正月選正白旗漢軍瓜爾佳氏三等侍衛景亮（祥泰之子，石观音保之孙，亦景良，胤礽妻皇太子妃石文炳家族）為婿，乾隆二十七年十一月成婚，三十四年認買尚書託恩多官房，四十五年指俸認買原尚書託恩多入官房屋坐扣完結，給發執照。景亮於乾隆四十二年外放兩廣參將，乾隆五十二年卒於廣西協副將任上。
- 第四女縣君：側福晉所出，乾隆三十八年嫁鄂漢二等台吉根敦查爾之子四等台吉扎拉瓦（亦扎爾瓦）。